# Kloster Kutjevo
Das auch unter der Bezeichnung Gotó (Vallis honesta de Gotho) bekannte Kloster Kutjevo war eine Zisterzienserabtei in Kroatien. Es lag in Kutjevo in der kroatischen Landschaft Slawonien, 23 km nordnordöstlich von Požega.

## Geschichte
Das Kloster wurde 1232 gegründet. Es war ein Tochterkloster von Kloster Zirc in Ungarn aus der Filiation der Primarabtei Clairvaux. Die Zisterzienser begründeten auch den noch heute gepflegten Weinbau. Das Kloster wurde nach dem Türkeneinfall im Jahr 1521 (oder 1529) aufgehoben und anschließend zerstört. 1689 wurde das Klostergut von Kaiser Leopold I. an den Zagreber Kanoniker Ivan Babić verliehen, der zum Titularabt ernannt wurde. 1698  wurde es von Jesuiten besiedelt, die bis 1773 blieben. 1882 wurde das Gut von Vjenceslav Turković und Franjo Türk erworben und eine bedeutende Weinproduktion wurde aufgebaut. Nach dem Zweiten Weltkrieg wurde es als sozialistischer Betrieb geführt.

## Bauten und Anlage
Die bestehende Anlage wurde von den Jesuiten im 18. Jahrhundert auf den Ruinen des Zisterzienserklosters erbaut.